# Onitis ezechias
Onitis ezechias är en skalbaggsart som beskrevs av Reiche 1856. Onitis ezechias ingår i släktet Onitis och familjen bladhorningar. Inga underarter finns listade i Catalogue of Life.